# 이클립스 500

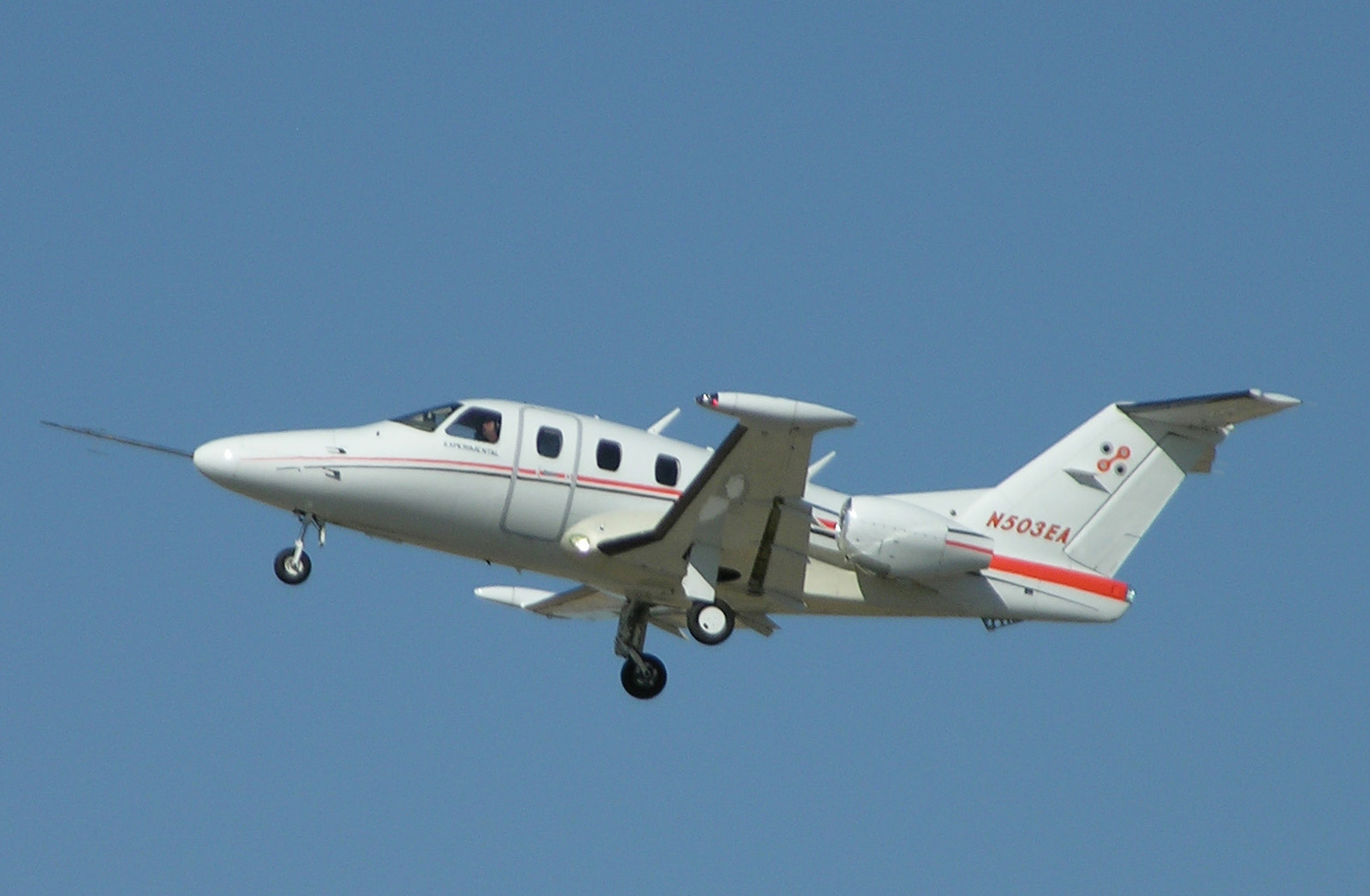

이클립스 500(Eclipse 500)은 미국에서 개발해 판매하고 있는 6인승 소형 비즈니스 제트기이다. 미국은 상용화될 이 비행기를 개발해 150만 달러에 판매하고 있으며, 한국도 수입을 하였다.
가격은 한국돈으로 대당 20억원이다. 2개의 소형 제트엔진을 이용해 빠른 속도로 비행할 수 있으며, 개인이 소유할 수 있는 편리한 비행기이다.

## 제원
- 최대 좌석 수:6
- 엔진:2기
- 길이:10.1m
- 높이:3.4m
- 최대이륙중량:2,699kg

## 같이 보기
- 혼다제트